# Lisbet Lundquist

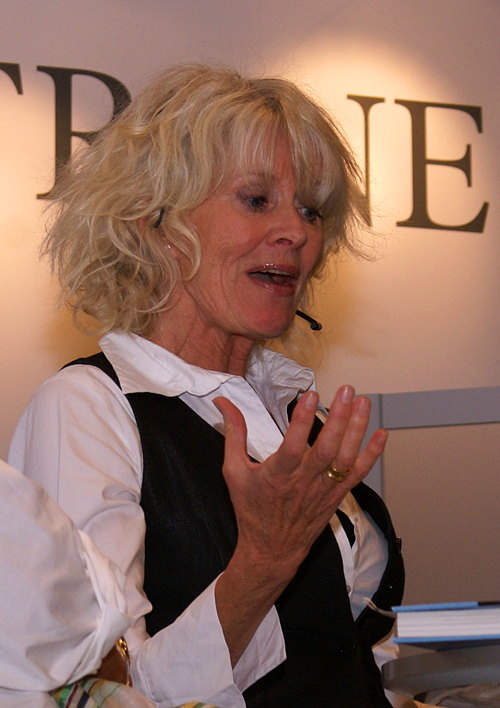
Lisbet Lundquist, 2008

Lisbet Lundquist (* 25. März 1943 in Hellerup) ist eine dänische Film- und Theaterschauspielerin.

## Werdegang
Lisbet Lundquist ist die Tochter des dänischen Professors Frank Lundquist († 2008) und dessen Frau Ida Lundquist († 1984). In den späten 1960er-Jahren arbeitete sie als Aktmodell, um sich ihr Studium an der Universität Kopenhagen zu finanzieren. Ihre Bewerbung für eine Schauspielausbildung an der Staatlichen Theaterschule in Kopenhagen wurde abgelehnt, weil sie zehn Tage zu alt war.
Lundquist nahm schließlich am ABC Teatret eine Ausbildung auf und debütierte 1970 dort als Theaterschauspielerin. Zudem ist sie seitdem auch am Gladsaxe Teater tätig. Sie spielte bislang in mehr als 40 dänischen Filmen und einigen Fernsehserien mit. Dem dänischen und deutschen Publikum wurde sie erstmals durch die dänische Verfilmung von Henry Millers Roman Stille Tage in Clichy im Jahr 1970 bekannt, in dem sie eine der Hauptrollen spielte.

## Privatleben
Lisbet Lundquist war in erster Ehe von 1970 bis 1975 mit dem Schauspieler Peter Steen verheiratet. In zweiter Ehe war sie von 1983 bis 1990 mit dem Schauspieler Eddie Skoller verheiratet, mit dem sie eine Tochter hat. In dritter Ehe ist sie seit 1993 mit dem Schauspieler Søren Østergaard verheiratet.

## Filmografie (Auswahl)
- 1969: Smil Emil
- 1969: Den røde rubin
- 1970: Das Mädchen Lone (Ang.: Lone)
- 1970: Stille Tage in Clichy (Stille dage i Clichy)
- 1971: Et døgn med Ilse
- 1972: Lenin, din gavtyv
- 1972: Familien med de 100 børn
- 1972: Præsten i Vejlby
- 1973: Mig og Mafiaen
- 1973: Solstik på badehotellet
- 1974: Skipper & Co.
- 1975: Violer er blå
- 1975: Oh, diese Mieter (Huset på Christianshavn)
- 1977: Pas på ryggen, professor
- 1980: Verden er fuld af børn
- 1981: Slingrevalsen
- 1994: Der Bund der furchtlosen Spione (Frække Frida og de frygtløse spioner)
- 1995: Brain X Change (Farligt venskab)
- 1999–2000: Olsenbandens første kup (dänische Weihnachtsserie)
- 2000: Unit One – Die Spezialisten
- 2004: In deinen Händen (Forbrydelser)
- 2005: Todeshochzeit (Mørke)
- 2006: Næste skridt
- 2011: Anstalten
- 2012: Rita
- 2012: Caroline: Den sidste rejse